# Francesc Miró-Sans
Francesc Miró-Sans i Casacuberta (ur. w 1918 w Barcelonie – zm. 31 października 1989 tamże) - prezes klubu FC Barcelona w latach 1953–1961. Jego poprzednikiem był Enric Marti, który po aferze z transferem Alfredo Di Stéfano zdecydował się podać do dymisji. Po raz pierwszy w historii klubu posłużono się demokracją i ogłoszono wybory prezesa FC Barcelona, które wygrał właśnie Miró-Sans, triumfując 23 grudnia 1953 roku.
Podczas jego prezesury klub miał problemy finansowe z powodu budowy nowego stadionu - Camp Nou, co wiązało się z dużym wkładem kapitałowym. W 1958 roku także po raz pierwszy w historii klubu obecnie sprawującego stanowisko prezesa klubu wybrano na następną kadencję w 1960 roku. W nowych wyborach, w których zwyciężył obecnie urzędujący prezes, najpierw wybrano dwustu delegatów, którzy mieli wybrać nowego włodarza. Miró-Sans zdobył 75% głosów poparcia. W czasie drugiej kadencji był oskarżany o stosowanie dyktatorskich metod, co nie pomogło mu w sprawowaniu funkcji, dlatego też podał się do dymisji 28 lutego 1961 roku.

## Źródła
- fcbarcelona.cat